# Lista över fornlämningar i Norrtälje kommun (Roslags-Bro)
Lista över fornlämningar i Norrtälje kommun (Roslags-Bro) är en förteckning av ett urval av de fornlämningar som finns i Roslags-Bro i Norrtälje kommun.
| Namn                            | Lämningstyp  | Tillkomsttid | Historisk indelning  | Plats | Läge                 | ID-nr          | Bild                                      |
| ------------------------------- | ------------ | ------------ | -------------------- | ----- | -------------------- | -------------- | ----------------------------------------- |
| Roslags-Bro 1:1                 | Gravfält     |              | Roslags-Bro, Uppland |       | 59.810792, 18.789100 | 10006900010001 | Ladda upp en bild av detta fornminne      |
| Roslags-Bro 2:1                 | Gravfält     |              | Roslags-Bro, Uppland |       | 59.809071, 18.786622 | 10006900020001 | Ladda upp en bild av detta fornminne      |
| Roslags-Bro 3:1                 | Gravfält     |              | Roslags-Bro, Uppland |       | 59.811792, 18.793237 | 10006900030001 | Ladda upp en bild av detta fornminne      |
| Roslags-Bro 4:1                 | Hög          |              | Roslags-Bro, Uppland |       | 59.818010, 18.780629 | 10006900040001 | Ladda upp en bild av detta fornminne      |
| Roslags-Bro 5:1                 | Stensättning |              | Roslags-Bro, Uppland |       | 59.819019, 18.781956 | 10006900050001 | Ladda upp en bild av detta fornminne      |
| Fröslund (Roslags-Bro 6:1)      | Gravfält     |              | Roslags-Bro, Uppland |       | 59.821623, 18.785912 | 10006900060001 | Ladda upp en bild av detta fornminne      |
| Roslags-Bro 7:1                 | Gravfält     |              | Roslags-Bro, Uppland |       | 59.821111, 18.784937 | 10006900070001 | Ladda upp en bild av detta fornminne      |
| Roslags-Bro 9:1                 | Gravfält     |              | Roslags-Bro, Uppland |       | 59.821563, 18.783210 | 10006900090001 | Ladda upp en bild av detta fornminne      |
| Roslags-Bro 10:1                | Gravfält     |              | Roslags-Bro, Uppland |       | 59.822352, 18.782295 | 10006900100001 | Ladda upp en bild av detta fornminne      |
| Roslags-Bro 11:1                | Gravfält     |              | Roslags-Bro, Uppland |       | 59.820059, 18.778674 | 10006900110001 | Ladda upp en bild av detta fornminne      |
| Roslags-Bro 12:1                | Gravfält     |              | Roslags-Bro, Uppland |       | 59.819667, 18.771937 | 10006900120001 | Ladda upp en bild av detta fornminne      |
| Roslags-Bro 13:1                | Gravfält     |              | Roslags-Bro, Uppland |       | 59.815303, 18.756424 | 10006900130001 | Ladda upp en bild av detta fornminne      |
| Roslags-Bro 14:1                | Gravfält     |              | Roslags-Bro, Uppland |       | 59.814005, 18.760812 | 10006900140001 | Ladda upp en bild av detta fornminne      |
| Roslags-Bro 15:1                | Gravfält     |              | Roslags-Bro, Uppland |       | 59.808017, 18.770992 | 10006900150001 | Ladda upp en bild av detta fornminne      |
| Roslags-Bro 16:1                | Gravfält     |              | Roslags-Bro, Uppland |       | 59.807234, 18.768907 | 10006900160001 | Ladda upp en bild av detta fornminne      |
| Roslags-Bro 17:1                | Gravfält     |              | Roslags-Bro, Uppland |       | 59.817769, 18.798221 | 10006900170001 | Ladda upp en bild av detta fornminne      |
| Roslags-Bro 18:1                | Gravfält     |              | Roslags-Bro, Uppland |       | 59.816848, 18.797819 | 10006900180001 | Ladda upp en bild av detta fornminne      |
| Roslags-Bro 20:1                | Stensättning |              | Roslags-Bro, Uppland |       | 59.816376, 18.802900 | 10006900200001 | Ladda upp en bild av detta fornminne      |
| Roslags-Bro 20:2                | Stensättning |              | Roslags-Bro, Uppland |       | 59.816280, 18.803031 | 10006900200002 | Ladda upp en bild av detta fornminne      |
| Roslags-Bro 21:1                | Gravfält     |              | Roslags-Bro, Uppland |       | 59.816892, 18.806555 | 10006900210001 | Ladda upp en bild av detta fornminne      |
| Roslags-Bro 22:1                | Hög          |              | Roslags-Bro, Uppland |       | 59.816788, 18.809330 | 10006900220001 | Ladda upp en bild av detta fornminne      |
| Roslags-Bro 23:1                | Gravfält     |              | Roslags-Bro, Uppland |       | 59.819007, 18.812041 | 10006900230001 | Ladda upp en bild av detta fornminne      |
| Bystan (Roslags-Bro 24:1)       | Gravfält     |              | Roslags-Bro, Uppland |       | 59.807133, 18.802800 | 10006900240001 | Ladda upp en bild av detta fornminne      |
| Roslags-Bro 25:1                | Gravfält     |              | Roslags-Bro, Uppland |       | 59.803168, 18.828522 | 10006900250001 | Ladda upp en bild av detta fornminne      |
| Roslags-Bro 26:1                | Gravfält     |              | Roslags-Bro, Uppland |       | 59.831337, 18.798437 | 10006900260001 | Ladda upp en bild av detta fornminne      |
| Roslags-Bro 27:1                | Gravfält     |              | Roslags-Bro, Uppland |       | 59.829287, 18.796918 | 10006900270001 | Ladda upp en bild av detta fornminne      |
| Roslags-Bro 28:1                | Hög          |              | Roslags-Bro, Uppland |       | 59.831035, 18.792440 | 10006900280001 | Ladda upp en bild av detta fornminne      |
| Roslags-Bro 28:2                | Stensättning |              | Roslags-Bro, Uppland |       | 59.830876, 18.792365 | 10006900280002 | Ladda upp en bild av detta fornminne      |
| Roslags-Bro 29:1                | Gravfält     |              | Roslags-Bro, Uppland |       | 59.831242, 18.804046 | 10006900290001 | Ladda upp en bild av detta fornminne      |
| Roslags-Bro 30:1                | Gravfält     |              | Roslags-Bro, Uppland |       | 59.831823, 18.805342 | 10006900300001 | Ladda upp en bild av detta fornminne      |
| Roslags-Bro 31:1                | Hög          |              | Roslags-Bro, Uppland |       | 59.826398, 18.806147 | 10006900310001 | Ladda upp en bild av detta fornminne      |
| Roslags-Bro 31:4                | Stensättning |              | Roslags-Bro, Uppland |       | 59.826430, 18.805469 | 10006900310004 | Ladda upp en bild av detta fornminne      |
| Roslags-Bro 32:1                | Gravfält     |              | Roslags-Bro, Uppland |       | 59.832455, 18.786342 | 10006900320001 | Ladda upp en bild av detta fornminne      |
| Roslags-Bro 33:1                | Gravfält     |              | Roslags-Bro, Uppland |       | 59.834102, 18.791119 | 10006900330001 | Ladda upp en bild av detta fornminne      |
| Roslags-Bro 34:1                | Gravfält     |              | Roslags-Bro, Uppland |       | 59.833759, 18.791953 | 10006900340001 | Ladda upp en bild av detta fornminne      |
| Roslags-Bro 35:1                | Gravfält     |              | Roslags-Bro, Uppland |       | 59.844094, 18.756437 | 10006900350001 | Ladda upp en bild av detta fornminne      |
| Roslags-Bro 37:1                | Gravfält     |              | Roslags-Bro, Uppland |       | 59.827164, 18.739381 | 10006900370001 | Ladda upp en bild av detta fornminne      |
| Roslags-Bro 38:1                | Stensättning |              | Roslags-Bro, Uppland |       | 59.825854, 18.741460 | 10006900380001 | Ladda upp en bild av detta fornminne      |
| Roslags-Bro 38:2                | Stensättning |              | Roslags-Bro, Uppland |       | 59.825997, 18.741702 | 10006900380002 | Ladda upp en bild av detta fornminne      |
| Roslags-Bro 38:3                | Stensättning |              | Roslags-Bro, Uppland |       | 59.826073, 18.741994 | 10006900380003 | Ladda upp en bild av detta fornminne      |
| Roslags-Bro 38:4                | Stensättning |              | Roslags-Bro, Uppland |       | 59.826188, 18.741681 | 10006900380004 | Ladda upp en bild av detta fornminne      |
| Roslags-Bro 39:1                | Gravfält     |              | Roslags-Bro, Uppland |       | 59.834647, 18.719322 | 10006900390001 | Ladda upp en bild av detta fornminne      |
| Roslags-Bro 40:1                | Gravfält     |              | Roslags-Bro, Uppland |       | 59.833397, 18.725928 | 10006900400001 | Ladda upp en bild av detta fornminne      |
| Roslags-Bro 41:1                | Gravfält     |              | Roslags-Bro, Uppland |       | 59.834819, 18.725663 | 10006900410001 | Ladda upp en bild av detta fornminne      |
| Roslags-Bro 42:1                | Gravfält     |              | Roslags-Bro, Uppland |       | 59.850319, 18.793561 | 10006900420001 | Ladda upp en bild av detta fornminne      |
| Roslags-Bro 43:1                | Gravfält     |              | Roslags-Bro, Uppland |       | 59.871847, 18.825853 | 10006900430001 | Ladda upp en bild av detta fornminne      |
| Kummelbacken (Roslags-Bro 44:1) | Gravfält     |              | Roslags-Bro, Uppland |       | 59.869066, 18.821127 | 10006900440001 | Ladda upp en bild av detta fornminne      |
| Roslags-Bro 45:1                | Gravfält     |              | Roslags-Bro, Uppland |       | 59.871454, 18.815642 | 10006900450001 | Ladda upp en bild av detta fornminne      |
| Roslags-Bro 46:1                | Gravfält     |              | Roslags-Bro, Uppland |       | 59.870112, 18.780236 | 10006900460001 | Ladda upp en bild av detta fornminne      |
| Roslags-Bro 48:1                | Gravfält     |              | Roslags-Bro, Uppland |       | 59.856276, 18.732503 | 10006900480001 | Ladda upp en bild av detta fornminne      |
| Roslags-Bro 49:1                | Hög          |              | Roslags-Bro, Uppland |       | 59.848610, 18.724809 | 10006900490001 | Ladda upp en bild av detta fornminne      |
| Roslags-Bro 49:2                | Stensättning |              | Roslags-Bro, Uppland |       | 59.848575, 18.725058 | 10006900490002 | Ladda upp en bild av detta fornminne      |
| Roslags-Bro 49:3                | Hög          |              | Roslags-Bro, Uppland |       | 59.848645, 18.725462 | 10006900490003 | Ladda upp en bild av detta fornminne      |
| Roslags-Bro 50:1                | Gravfält     |              | Roslags-Bro, Uppland |       | 59.847306, 18.728148 | 10006900500001 | Ladda upp en bild av detta fornminne      |
| Roslags-Bro 51:1                | Gravfält     |              | Roslags-Bro, Uppland |       | 59.848184, 18.718689 | 10006900510001 | Ladda upp en bild av detta fornminne      |
| Roslags-Bro 52:1                | Gravfält     |              | Roslags-Bro, Uppland |       | 59.846766, 18.856556 | 10006900520001 | Ladda upp en bild av detta fornminne      |
| Roslags-Bro 53:1                | Hög          |              | Roslags-Bro, Uppland |       | 59.828241, 18.855981 | 10006900530001 | Ladda upp en bild av detta fornminne      |
| Roslags-Bro 53:2                | Stensättning |              | Roslags-Bro, Uppland |       | 59.828270, 18.855787 | 10006900530002 | Ladda upp en bild av detta fornminne      |
| Roslags-Bro 53:3                | Stensättning |              | Roslags-Bro, Uppland |       | 59.828250, 18.855450 | 10006900530003 | Ladda upp en bild av detta fornminne      |
| Roslags-Bro 54:1                | Gravfält     |              | Roslags-Bro, Uppland |       | 59.828323, 18.854091 | 10006900540001 | Ladda upp en bild av detta fornminne      |
| Roslags-Bro 55:1                | Gravfält     |              | Roslags-Bro, Uppland |       | 59.828311, 18.857531 | 10006900550001 | Ladda upp en bild av detta fornminne      |
| Roslags-Bro 56:1                | Hög          |              | Roslags-Bro, Uppland |       | 59.838695, 18.727986 | 10006900560001 | Ladda upp en bild av detta fornminne      |
| Roslags-Bro 56:2                | Stensättning |              | Roslags-Bro, Uppland |       | 59.838567, 18.727904 | 10006900560002 | Ladda upp en bild av detta fornminne      |
| Roslags-Bro 57:1                | Gravfält     |              | Roslags-Bro, Uppland |       | 59.838137, 18.728489 | 10006900570001 | Ladda upp en bild av detta fornminne      |
| Roslags-Bro 59:1                | Runristning  |              | Roslags-Bro, Uppland |       | 59.829546, 18.736975 | 10006900590001 | Ladda upp en till bild av detta fornminne |
| Roslags-Bro 60:1                | Runristning  |              | Roslags-Bro, Uppland |       | 59.855674, 18.757176 | 10006900600001 | Ladda upp en bild av detta fornminne      |
| Roslags-Bro 61:1                | Gravfält     |              | Roslags-Bro, Uppland |       | 59.781132, 18.767095 | 10006900610001 | Ladda upp en bild av detta fornminne      |
| Roslags-Bro 62:1                | Gravfält     |              | Roslags-Bro, Uppland |       | 59.780743, 18.775044 | 10006900620001 | Ladda upp en bild av detta fornminne      |
| Roslags-Bro 63:1                | Stensättning |              | Roslags-Bro, Uppland |       | 59.780806, 18.777278 | 10006900630001 | Ladda upp en bild av detta fornminne      |
| Roslags-Bro 65:1                | Gravfält     |              | Roslags-Bro, Uppland |       | 59.778811, 18.808380 | 10006900650001 | Ladda upp en bild av detta fornminne      |
| Roslags-Bro 66:1                | Gravfält     |              | Roslags-Bro, Uppland |       | 59.781727, 18.844826 | 10006900660001 | Ladda upp en bild av detta fornminne      |
| Roslags-Bro 67:1                | Röse         |              | Roslags-Bro, Uppland |       | 59.783315, 18.869129 | 10006900670001 | Ladda upp en bild av detta fornminne      |
| Roslags-Bro 68:1                | Röse         |              | Roslags-Bro, Uppland |       | 59.780324, 18.866022 | 10006900680001 | Ladda upp en bild av detta fornminne      |
| Roslags-Bro 71:1                | Stensättning |              | Roslags-Bro, Uppland |       | 59.815460, 18.805521 | 10006900710001 | Ladda upp en bild av detta fornminne      |
| Roslags-Bro 72:1                | Röse         |              | Roslags-Bro, Uppland |       | 59.802346, 18.804736 | 10006900720001 | Ladda upp en bild av detta fornminne      |
| Roslags-Bro 76:1                | Röse         |              | Roslags-Bro, Uppland |       | 59.825036, 18.804357 | 10006900760001 | Ladda upp en bild av detta fornminne      |
| Roslags-Bro 76:2                | Stensättning |              | Roslags-Bro, Uppland |       | 59.825089, 18.804629 | 10006900760002 | Ladda upp en bild av detta fornminne      |
| Roslags-Bro 76:3                | Stensättning |              | Roslags-Bro, Uppland |       | 59.825208, 18.804518 | 10006900760003 | Ladda upp en bild av detta fornminne      |
| Roslags-Bro 77:1                | Gravfält     |              | Roslags-Bro, Uppland |       | 59.818428, 18.742715 | 10006900770001 | Ladda upp en bild av detta fornminne      |
| Roslags-Bro 78:1                | Röse         |              | Roslags-Bro, Uppland |       | 59.839508, 18.831418 | 10006900780001 | Ladda upp en bild av detta fornminne      |
| Roslags-Bro 78:2                | Stensättning |              | Roslags-Bro, Uppland |       | 59.839401, 18.831651 | 10006900780002 | Ladda upp en bild av detta fornminne      |
| Roslags-Bro 78:3                | Stensättning |              | Roslags-Bro, Uppland |       | 59.840021, 18.831695 | 10006900780003 | Ladda upp en bild av detta fornminne      |
| Roslags-Bro 79:1                | Röse         |              | Roslags-Bro, Uppland |       | 59.838669, 18.827858 | 10006900790001 | Ladda upp en bild av detta fornminne      |
| Roslags-Bro 80:1                | Röse         |              | Roslags-Bro, Uppland |       | 59.838557, 18.829183 | 10006900800001 | Ladda upp en bild av detta fornminne      |
| Roslags-Bro 81:1                | Stensättning |              | Roslags-Bro, Uppland |       | 59.837758, 18.829995 | 10006900810001 | Ladda upp en bild av detta fornminne      |
| Roslags-Bro 81:2                | Röse         |              | Roslags-Bro, Uppland |       | 59.837568, 18.830282 | 10006900810002 | Ladda upp en bild av detta fornminne      |
| Roslags-Bro 82:1                | Stensättning |              | Roslags-Bro, Uppland |       | 59.842387, 18.833625 | 10006900820001 | Ladda upp en bild av detta fornminne      |
| Roslags-Bro 82:2                | Röse         |              | Roslags-Bro, Uppland |       | 59.842320, 18.833901 | 10006900820002 | Ladda upp en bild av detta fornminne      |
| Roslags-Bro 83:1                | Stensättning |              | Roslags-Bro, Uppland |       | 59.841600, 18.833620 | 10006900830001 | Ladda upp en bild av detta fornminne      |
| Roslags-Bro 84:1                | Stensättning |              | Roslags-Bro, Uppland |       | 59.841945, 18.831291 | 10006900840001 | Ladda upp en bild av detta fornminne      |
| Roslags-Bro 84:2                | Stensättning |              | Roslags-Bro, Uppland |       | 59.841562, 18.830648 | 10006900840002 | Ladda upp en bild av detta fornminne      |
| Roslags-Bro 84:4                | Stensättning |              | Roslags-Bro, Uppland |       | 59.842115, 18.832202 | 10006900840004 | Ladda upp en bild av detta fornminne      |
| Roslags-Bro 84:5                | Stensättning |              | Roslags-Bro, Uppland |       | 59.842326, 18.832334 | 10006900840005 | Ladda upp en bild av detta fornminne      |
| Roslags-Bro 85:1                | Röse         |              | Roslags-Bro, Uppland |       | 59.841917, 18.827028 | 10006900850001 | Ladda upp en bild av detta fornminne      |
| Roslags-Bro 86:1                | Röse         |              | Roslags-Bro, Uppland |       | 59.840505, 18.823889 | 10006900860001 | Ladda upp en bild av detta fornminne      |
| Roslags-Bro 87:1                | Stensättning |              | Roslags-Bro, Uppland |       | 59.839742, 18.823280 | 10006900870001 | Ladda upp en bild av detta fornminne      |
| Roslags-Bro 89:1                | Röse         |              | Roslags-Bro, Uppland |       | 59.843696, 18.827079 | 10006900890001 | Ladda upp en bild av detta fornminne      |
| Roslags-Bro 93:1                | Stensättning |              | Roslags-Bro, Uppland |       | 59.821711, 18.845788 | 10006900930001 | Ladda upp en bild av detta fornminne      |
| Roslags-Bro 94:1                | Stensättning |              | Roslags-Bro, Uppland |       | 59.819883, 18.843526 | 10006900940001 | Ladda upp en bild av detta fornminne      |
| Roslags-Bro 96:1                | Gravfält     |              | Roslags-Bro, Uppland |       | 59.815975, 18.756919 | 10006900960001 | Ladda upp en bild av detta fornminne      |
| Roslags-Bro 97:1                | Gravfält     |              | Roslags-Bro, Uppland |       | 59.807114, 18.751217 | 10006900970001 | Ladda upp en bild av detta fornminne      |
| Roslags-Bro 104:1               | Gravfält     |              | Roslags-Bro, Uppland |       | 59.838732, 18.764696 | 10006901040001 | Ladda upp en bild av detta fornminne      |
| Roslags-Bro 105:1               | Hög          |              | Roslags-Bro, Uppland |       | 59.841363, 18.759871 | 10006901050001 | Ladda upp en bild av detta fornminne      |
| Roslags-Bro 105:2               | Hög          |              | Roslags-Bro, Uppland |       | 59.841126, 18.759811 | 10006901050002 | Ladda upp en bild av detta fornminne      |
| Roslags-Bro 105:3               | Hög          |              | Roslags-Bro, Uppland |       | 59.840977, 18.759794 | 10006901050003 | Ladda upp en bild av detta fornminne      |
| Roslags-Bro 108:1               | Gravfält     |              | Roslags-Bro, Uppland |       | 59.781931, 18.766825 | 10006901080001 | Ladda upp en bild av detta fornminne      |
| Roslags-Bro 111:1               | Röse         |              | Roslags-Bro, Uppland |       | 59.770791, 18.788161 | 10006901110001 | Ladda upp en bild av detta fornminne      |
| Roslags-Bro 111:2               | Stensättning |              | Roslags-Bro, Uppland |       | 59.770511, 18.788151 | 10006901110002 | Ladda upp en bild av detta fornminne      |
| Roslags-Bro 122:1               | Gravfält     |              | Roslags-Bro, Uppland |       | 59.854474, 18.753476 | 10006901220001 | Ladda upp en bild av detta fornminne      |
| Roslags-Bro 123:1               | Hög          |              | Roslags-Bro, Uppland |       | 59.847680, 18.759244 | 10006901230001 | Ladda upp en bild av detta fornminne      |
| Roslags-Bro 123:2               | Stensättning |              | Roslags-Bro, Uppland |       | 59.847711, 18.759414 | 10006901230002 | Ladda upp en bild av detta fornminne      |
| Roslags-Bro 124:1               | Stensättning |              | Roslags-Bro, Uppland |       | 59.844536, 18.751016 | 10006901240001 | Ladda upp en bild av detta fornminne      |
| Roslags-Bro 125:1               | Hög          |              | Roslags-Bro, Uppland |       | 59.843445, 18.753450 | 10006901250001 | Ladda upp en bild av detta fornminne      |
| Roslags-Bro 127:1               | Stensättning |              | Roslags-Bro, Uppland |       | 59.841304, 18.735198 | 10006901270001 | Ladda upp en bild av detta fornminne      |
| Roslags-Bro 127:2               | Stensättning |              | Roslags-Bro, Uppland |       | 59.841150, 18.735442 | 10006901270002 | Ladda upp en bild av detta fornminne      |
| Roslags-Bro 136:1               | Stensättning |              | Roslags-Bro, Uppland |       | 59.819242, 18.755691 | 10006901360001 | Ladda upp en bild av detta fornminne      |
| Roslags-Bro 137:1               | Stensättning |              | Roslags-Bro, Uppland |       | 59.816424, 18.742697 | 10006901370001 | Ladda upp en bild av detta fornminne      |
| Roslags-Bro 137:2               | Stensättning |              | Roslags-Bro, Uppland |       | 59.816272, 18.742626 | 10006901370002 | Ladda upp en bild av detta fornminne      |
| Roslags-Bro 138:1               | Gravfält     |              | Roslags-Bro, Uppland |       | 59.817429, 18.739970 | 10006901380001 | Ladda upp en bild av detta fornminne      |
| Roslags-Bro 141:1               | Stensättning |              | Roslags-Bro, Uppland |       | 59.807599, 18.750640 | 10006901410001 | Ladda upp en bild av detta fornminne      |
| Roslags-Bro 144:1               | Gravfält     |              | Roslags-Bro, Uppland |       | 59.840422, 18.722121 | 10006901440001 | Ladda upp en bild av detta fornminne      |
| Roslags-Bro 145:1               | Stensättning |              | Roslags-Bro, Uppland |       | 59.842962, 18.722719 | 10006901450001 | Ladda upp en bild av detta fornminne      |
| Roslags-Bro 150:101             | Gravfält     |              | Roslags-Bro, Uppland |       | 59.824144, 18.764472 | 10006901500101 | Ladda upp en bild av detta fornminne      |
| Roslags-Bro 150:201             | Stensättning |              | Roslags-Bro, Uppland |       | 59.824304, 18.764965 | 10006901500201 | Ladda upp en bild av detta fornminne      |
| Roslags-Bro 151:1               | Stensättning |              | Roslags-Bro, Uppland |       | 59.825687, 18.757243 | 10006901510001 | Ladda upp en bild av detta fornminne      |
| Roslags-Bro 151:2               | Stensättning |              | Roslags-Bro, Uppland |       | 59.825685, 18.757418 | 10006901510002 | Ladda upp en bild av detta fornminne      |
| Roslags-Bro 151:3               | Stensättning |              | Roslags-Bro, Uppland |       | 59.825661, 18.757587 | 10006901510003 | Ladda upp en bild av detta fornminne      |
| Roslags-Bro 153:1               | Hög          |              | Roslags-Bro, Uppland |       | 59.822463, 18.786272 | 10006901530001 | Ladda upp en bild av detta fornminne      |
| Roslags-Bro 154:1               | Gravfält     |              | Roslags-Bro, Uppland |       | 59.824448, 18.784666 | 10006901540001 | Ladda upp en bild av detta fornminne      |
| Roslags-Bro 157:1               | Stensättning |              | Roslags-Bro, Uppland |       | 59.879017, 18.898856 | 10006901570001 | Ladda upp en bild av detta fornminne      |
| Roslags-Bro 159:1               | Stensättning |              | Roslags-Bro, Uppland |       | 59.837565, 18.870689 | 10006901590001 | Ladda upp en bild av detta fornminne      |
| Roslags-Bro 165:1               | Stensättning |              | Roslags-Bro, Uppland |       | 59.850246, 18.852127 | 10006901650001 | Ladda upp en bild av detta fornminne      |
| Roslags-Bro 165:2               | Stensättning |              | Roslags-Bro, Uppland |       | 59.850171, 18.852244 | 10006901650002 | Ladda upp en bild av detta fornminne      |
| Roslags-Bro 165:3               | Stensättning |              | Roslags-Bro, Uppland |       | 59.850491, 18.852102 | 10006901650003 | Ladda upp en bild av detta fornminne      |
| Roslags-Bro 168:1               | Gravfält     |              | Roslags-Bro, Uppland |       | 59.870340, 18.814808 | 10006901680001 | Ladda upp en bild av detta fornminne      |
| Roslags-Bro 169:1               | Stensättning |              | Roslags-Bro, Uppland |       | 59.834734, 18.791421 | 10006901690001 | Ladda upp en bild av detta fornminne      |
| Roslags-Bro 173:1               | Stensättning |              | Roslags-Bro, Uppland |       | 59.807705, 18.786908 | 10006901730001 | Ladda upp en bild av detta fornminne      |
| Roslags-Bro 177:1               | Hög          |              | Roslags-Bro, Uppland |       | 59.780267, 18.776747 | 10006901770001 | Ladda upp en bild av detta fornminne      |
| Roslags-Bro 178:1               | Stensättning |              | Roslags-Bro, Uppland |       | 59.783238, 18.806944 | 10006901780001 | Ladda upp en bild av detta fornminne      |
| Roslags-Bro 180:1               | Röse         |              | Roslags-Bro, Uppland |       | 59.804223, 18.801358 | 10006901800001 | Ladda upp en bild av detta fornminne      |
| Roslags-Bro 180:2               | Stensättning |              | Roslags-Bro, Uppland |       | 59.804574, 18.801684 | 10006901800002 | Ladda upp en bild av detta fornminne      |
| Roslags-Bro 184:1               | Stensättning |              | Roslags-Bro, Uppland |       | 59.862588, 18.806511 | 10006901840001 | Ladda upp en bild av detta fornminne      |
| Roslags-Bro 186:1               | Hög          |              | Roslags-Bro, Uppland |       | 59.869600, 18.782305 | 10006901860001 | Ladda upp en bild av detta fornminne      |
| Roslags-Bro 213                 | Gravfält     |              | Roslags-Bro, Uppland |       | 59.865315, 18.830844 | 12000000003904 | Ladda upp en bild av detta fornminne      |
| Roslags-Bro 214                 | Stensättning |              | Roslags-Bro, Uppland |       | 59.833902, 18.728058 | 12000000063162 | Ladda upp en bild av detta fornminne      |